# Melgar de Yuso
Melgar de Yuso település Spanyolországban, Palencia tartományban. Melgar de Yuso Itero de la Vega, Itero del Castillo, Pedrosa del Príncipe, Villodre, Astudillo, Santoyo és Boadilla del Camino községekkel határos. Lakosainak száma 271 fő (2024).

## Népesség
A település népessége az elmúlt években az alábbi módon változott:
| Lakosok száma | 378  | 351  | 318  | 312  | 287  | 266  | 256  | 251  | 255  | 271  |
|               | 2001 | 2004 | 2007 | 2009 | 2012 | 2014 | 2017 | 2019 | 2022 | 2024 |